# Queenslanapis
Queenslanapis is een monotypisch geslacht van spinnen uit de  familie van de Anapidae (Dwergkogelspinnen).

## Soort
- Queenslanapis lamington Norman I. Platnick & Raymond Robert Forster, 1989